# Campylotropis macrocarpa
Campylotropis macrocarpa là một loài thực vật có hoa trong họ Đậu. Loài này được (Bunge) Rehder miêu tả khoa học đầu tiên.